# Керей-хан
Керей-хан (Гірей-хан, Кірей-хан; 1425—1473) — перший казахський хан, один із засновників Казахського ханства та його перший правитель від 1465 до 1472 року.

## Життєпис
Відповідно до однієї з версій перші казахські хани походили з родини Орда-Еджена. За іншою теорією вони були нащадками тринадцятого сина Джучі-хана — Тука-Тимура.
У другій половині 1450-их років частина кочового населення на чолі з султанами Жанібеком і Кереєм відокремилась від шайбаніда Абулхайра, який правив у Дешт-і-Кипчаку, й відкочувала до Могулістану, оселившись у долинах річок Чу і Кози-Баші. Хан Могулістану вступив у союз із ними, розраховуючи на їхню підтримку в боротьбі зі своїми противниками. 1468 року Абулхайр, остерігаючись посилення влади Жанібека та Керея, вторгся до Могулістану, втім він раптово помер дорогою. Після цього верховну владу успадкував його син, Шайх-Хайдар, правління якого було нетривалим. Після вбивства останнього Сибірським ханом Ібаком верховну владу у східному Дешті отримав Керей, який призначив правителем західного крила свого брата Жанібека.
Завдяки подіям того періоду сформувалась сучасна назва казахської народності, від кінця XV століття термін «қазақ» (казах) набув політичного характеру та вживався для позначення окремих феодальних володінь, створених Кереєм і Жанібеком. Вже від початку XVI століття, після того як частина племен відкочувала з території сучасного Казахстану на чолі з Шайбані-ханом до Мавераннахру, термін «қазақ» почав набувати етнічного характеру.